# Osby (đô thị)
Đô thị Osby (tiếng Thụy Điển: Osby kommun) là một đô thị ở hạt Skåne của Thụy Điển. Thủ phủ là thị xã Osby. Dân số thời điểm 31 tháng 12 năm 2000 là 12742 người.